# Campeonato Mundial de Ciclismo em Pista
O Campeonato Mundial de Ciclismo em Pista é a competição de ciclismo em pista mais importante a nível mundial. É organizado anualmente pela União Ciclista Internacional (UCI). Propõem-se aos ciclistas de competirem para o título mundial em diferentes provas. Desde 2017 estão disponíveis dez disciplinas para os homens e para as mulheres.
A UCI tem celebrado continuamente campeonatos mundiais nas diferentes especialidades do ciclismo em pista desde 1893. Até 1992 celebravam-se competições por separado para ciclistas aficionados ("amador") e ciclistas profissionais.
A primeira edição do Campeonato Mundial amador de ciclismo em pista teve lugar em Chicago em 1893 com só três provas: a Americana Arthur Zimmerman consegue o sprint e a prova da 10 km e o Sul-Africano Lawrence Meintjes consegue a 10 km de meio fundo por trás de derny. As provas femininas estrearam  em 1958 com duas provas, a velocidade e a perseguição, baixo o estatuto aficionado. Em 1993, as provas profissionais e aficionadas masculinas têm sido reunificadas e tituladas open.
Desde 1893, as provas masculinas têm contado dezassete disciplinas diferentes e as provas femininas dez. Não obstante, certas provas masculinas têm sido retiradas :
- o 10 km desde 1895,
- Quatro provas têm sido reunificadas desde 1993 : velocidade, perseguição, carreira aos pontos e meio fundo, resultados open.
- Duas provas têm sido suprimidas em 1995 : tándem e meio fundo.

Outras provas têm sido acrescentadas ao princípio do século XXI:
- o keirin feminino, o scratch masculino e feminino em 2002,
- a omnium masculino e a velocidade por equipas femininas em 2007,
- a perseguição por equipas femininas em 2008,
- a omnium feminino em 2009.
- a perseguição à americana feminina em 2017[1].

## Edições
| Nr.                                                                                        | Ano         | Sede                                                | País                                                | Velódromo                                              |
| ------------------------------------------------------------------------------------------ | ----------- | --------------------------------------------------- | --------------------------------------------------- | ------------------------------------------------------ |
| Associação Ciclista Internacional – Competições para profissionais e amadores por separado |             |                                                     |                                                     |                                                        |
| I                                                                                          | 1893        | Chicago                                             | Estados Unidos                                      |                                                        |
| II                                                                                         | 1894        | Antuérpia                                           | Bélgica                                             |                                                        |
| III                                                                                        | 1895        | Colônia                                             | Alemanha                                            | Velódromo de Riehl                                     |
| IV                                                                                         | 1896        | Copenhaga                                           | Dinamarca                                           | Velódromo de Ordrup                                    |
| V                                                                                          | 1897        | Glasgow                                             | Reino Unido                                         | Celtic Park                                            |
| VI                                                                                         | 1898        | Viena                                               | Áustria                                             | Velódromo do Prater                                    |
| VII                                                                                        | 1899        | Montreal                                            | Canadá                                              | Velódromo de Queen's Park                              |
| União Ciclista Internacional – Competições para profissionais e amadores por separado      |             |                                                     |                                                     |                                                        |
| VIII                                                                                       | 1900        | Paris                                               | França                                              | Parque dos Príncipes                                   |
| IX                                                                                         | 1901        | Berlim                                              | Alemanha                                            | Velódromo de Friedenau                                 |
| X                                                                                          | 1902        | Roma Berlim                                         | Reino da Sardenha · Alemanha                        | Velódromo de Friedenau                                 |
| XI                                                                                         | 1903        | Copenhaga                                           | Dinamarca                                           | Velódromo de Ordrup                                    |
| XII                                                                                        | 1904        | Londres                                             | Reino Unido                                         | Velódromo do Crystal Palace                            |
| XIII                                                                                       | 1905        | Antuérpia                                           | Bélgica                                             |                                                        |
| XIV                                                                                        | 1906        | Genebra                                             | Suíça                                               |                                                        |
| XV                                                                                         | 1907        | Paris                                               | França                                              | Parque dos Príncipes                                   |
| XVI                                                                                        | 1908        | Berlim Leipzig                                      | Alemanha                                            | Velódromo de Steglitz Velódromo do Sportplatz          |
| XVII                                                                                       | 1909        | Copenhaga                                           | Dinamarca                                           | Velódromo de Ordrup                                    |
| XVIII                                                                                      | 1910        | Bruxelas                                            | Bélgica                                             | Velódromo Karreveld                                    |
| XIX                                                                                        | 1911        | Roma                                                | Reino da Sardenha                                   | Motovelódromo Appio                                    |
| XX                                                                                         | 1912        | Newark                                              | Estados Unidos                                      | Velódromo de Newark                                    |
| XXI                                                                                        | 1913        | Leipzig Berlim                                      | Alemanha                                            | Velódromo do Sportplatz Estádio do Imperador Guillermo |
| XXII                                                                                       | 1914        | Copenhaga                                           | Dinamarca                                           | Velódromo de Ordrup                                    |
|                                                                                            | 1915 – 1919 | Não celebrados por causa da Primeira Guerra Mundial | Não celebrados por causa da Primeira Guerra Mundial | Não celebrados por causa da Primeira Guerra Mundial    |
| XXIII                                                                                      | 1920        | Antuérpia                                           | Bélgica                                             | Velódromo de Antuérpia Zuremborg                       |
| XXIV                                                                                       | 1921        | Copenhaga                                           | Dinamarca                                           | Velódromo de Ordrup                                    |
| XV                                                                                         | 1922        | Liverpool Paris                                     | Reino Unido · França                                | Velódromo de Liverpool Parque dos Príncipes            |
| XVI                                                                                        | 1923        | Zurique                                             | Suíça                                               | Velódromo de Zurique Oerlikon                          |
| XVII                                                                                       | 1924        | Paris                                               | França                                              | Parque dos Príncipes                                   |
| XVIII                                                                                      | 1925        | Amesterdão                                          | Países Baixos                                       | Estádio de Amesterdão                                  |
| XXIX                                                                                       | 1926        | Milão Turín                                         | Reino da Sardenha                                   | Velódromo Sempione Motovelódromo Fausto Coppi          |
| XXX                                                                                        | 1927        | Colônia                                             | Alemanha                                            | Velódromo de Müngersdorf                               |
| XXXI                                                                                       | 1928        | Budapeste                                           | Hungria                                             | Velódromo Millenáris                                   |
| XXXII                                                                                      | 1929        | Zurique                                             | Suíça                                               | Velódromo de Zurique Oerlikon                          |
| XXXIII                                                                                     | 1930        | Bruxelas                                            | Bélgica                                             | Estádio de Heysel                                      |
| XXXIV                                                                                      | 1931        | Copenhaga                                           | Dinamarca                                           | Velódromo de Ordrup                                    |
| XXXV                                                                                       | 1932        | Roma                                                | Reino da Sardenha                                   | Motovelódromo Appio                                    |
| XXXVI                                                                                      | 1933        | Paris                                               | França                                              | Parque dos Príncipes                                   |
| XXXVII                                                                                     | 1934        | Leipzig                                             | Alemanha                                            | Velódromo do Sportplatz                                |
| XXXVIII                                                                                    | 1935        | Bruxelas                                            | Bélgica                                             | Estádio de Heysel                                      |
| XXXIX                                                                                      | 1936        | Zurique                                             | Suíça                                               | Velódromo de Zurique Oerlikon                          |
| XL                                                                                         | 1937        | Copenhaga                                           | Dinamarca                                           | Velódromo de Ordrup                                    |
| XLI                                                                                        | 1938        | Amesterdão                                          | Países Baixos                                       | Estádio Olímpico                                       |
| XLII                                                                                       | 1939        | Milão                                               | Reino da Sardenha                                   | Velódromo Maspes-Vigorelli                             |
|                                                                                            | 1941 – 1945 | Não celebrados por causa da Segunda Guerra Mundial  | Não celebrados por causa da Segunda Guerra Mundial  | Não celebrados por causa da Segunda Guerra Mundial     |
| XLIII                                                                                      | 1946        | Zurique                                             | Suíça                                               | Velódromo de Zurique Oerlikon                          |
| XLIV                                                                                       | 1947        | Paris                                               | França                                              | Parque dos Príncipes                                   |
| XLV                                                                                        | 1948        | Amesterdão                                          | Países Baixos                                       | Estádio Olímpico                                       |
| XLVI                                                                                       | 1949        | Copenhaga                                           | Dinamarca                                           | Velódromo de Ordrup                                    |
| XLVII                                                                                      | 1950        | Rocourt                                             | Bélgica                                             | Estádio Velódromo de Rocourt                           |
| XLVIII                                                                                     | 1951        | Milão                                               | Itália                                              | Velódromo Maspes-Vigorelli                             |
| XLIX                                                                                       | 1952        | Paris                                               | França                                              | Parque dos Príncipes                                   |
| L                                                                                          | 1953        | Zurique                                             | Suíça                                               | Velódromo de Zurique Oerlikon                          |
| LI                                                                                         | 1954        | Colônia                                             | Alemanha Ocidental                                  | Velódromo de Müngersdorf                               |
| LII                                                                                        | 1955        | Milão                                               | Itália                                              | Velódromo Maspes-Vigorelli                             |
| LIII                                                                                       | 1956        | Copenhaga                                           | Dinamarca                                           | Velódromo de Ordrup                                    |
| LIV                                                                                        | 1957        | Rocourt                                             | Bélgica                                             | Estádio Velódromo de Rocourt                           |
| LV                                                                                         | 1958        | Paris                                               | França                                              | Parque dos Príncipes                                   |
| LVI                                                                                        | 1959        | Amesterdão                                          | Países Baixos                                       | Estádio Olímpico                                       |
| LVII                                                                                       | 1960        | Leipzig                                             | Alemanha Oriental                                   | Velódromo Alfred Rosch                                 |
| LVIII                                                                                      | 1961        | Zurique                                             | Suíça                                               | Velódromo de Zurique Oerlikon                          |
| LIX                                                                                        | 1962        | Milão                                               | Itália                                              | Velódromo Maspes-Vigorelli                             |
| LX                                                                                         | 1963        | Rocourt                                             | Bélgica                                             | Estádio Velódromo de Rocourt                           |
| LXI                                                                                        | 1964        | Paris                                               | França                                              | Parque dos Príncipes                                   |
| LXII                                                                                       | 1965        | San Sebastián                                       | Espanha                                             | Velódromo de Anoeta                                    |
| LXIII                                                                                      | 1966        | Frankfurt                                           | Alemanha Ocidental                                  | Waldstadion                                            |
| LXIV                                                                                       | 1967        | Amesterdão                                          | Países Baixos                                       | Estádio Olímpico                                       |
| LXV                                                                                        | 1968        | Roma Montevidéu                                     | Itália · Uruguai                                    | Velódromo Olímpico Velódromo Municipal                 |
| LXVI                                                                                       | 1969        | Antuérpia Brno                                      | Bélgica · Tchecoslováquia                           | Sportpaleis Velódromo de Brno                          |
| LXVII                                                                                      | 1970        | Leicester                                           | Reino Unido                                         | Velódromo Saffron Lane                                 |
| LXVIII                                                                                     | 1971        | Varese                                              | Itália                                              | Velódromo Luigi Ganna                                  |
| LXIX                                                                                       | 1972        | Marselha                                            | França                                              | Estádio Velódromo                                      |
| LXX                                                                                        | 1973        | San Sebastián                                       | Espanha                                             | Velódromo de Anoeta                                    |
| LXXI                                                                                       | 1974        | Montreal                                            | Canadá                                              | Velódromo da Universidade de Montreal                  |
| LXXII                                                                                      | 1975        | Rocourt                                             | Bélgica                                             | Estádio Velódromo de Rocourt                           |
| LXXIII                                                                                     | 1976        | Monteroni di Lecce                                  | Itália                                              | Velódromo de Ulivi                                     |
| LXXIV                                                                                      | 1977        | San Cristóbal                                       | Venezuela                                           | Velódromo José de Jesús Mora Figueroa                  |
| LXXV                                                                                       | 1978        | Munique                                             | Alemanha Ocidental                                  | Radstadion                                             |
| LXXVI                                                                                      | 1979        | Amesterdão                                          | Países Baixos                                       | Estádio Olímpico                                       |
| LXXVII                                                                                     | 1980        | Besançon                                            | França                                              | Estádio Léo Lagrange                                   |
| LXXVIII                                                                                    | 1981        | Brno                                                | Tchecoslováquia                                     | Velódromo de Brno                                      |
| LXXIX                                                                                      | 1982        | Leicester                                           | Reino Unido                                         | Velódromo Saffron Lane                                 |
| LXXX                                                                                       | 1983        | Zurique                                             | Suíça                                               | Velódromo de Zurique Oerlikon                          |
| LXXXI                                                                                      | 1984        | Barcelona                                           | Espanha                                             | Velódromo de Horta                                     |
| LXXXII                                                                                     | 1985        | Bassano                                             | Itália                                              | Estádio Rino Mercante                                  |
| LXXXIII                                                                                    | 1986        | Colorado Springs                                    | Estados Unidos                                      | Velódromo 7-Eleven USOTC                               |
| LXXXIV                                                                                     | 1987        | Viena                                               | Áustria                                             | Pavilhão Ferry Dusika                                  |
| LXXXV                                                                                      | 1988        | Gante                                               | Bélgica                                             | Velódromo Blaarmeersen                                 |
| LXXXVI                                                                                     | 1989        | Lyon                                                | França                                              | Velódromo Georges Préveral                             |
| LXXXVII                                                                                    | 1990        | Maebashi                                            | Japão                                               | Green Dome                                             |
| LXXXVIII                                                                                   | 1991        | Stuttgart                                           | Alemanha                                            | Pavilhão Hanns Martin Schleyer                         |
| LXXXIX                                                                                     | 1992        | Valencia                                            | Espanha                                             | Palácio Velódromo Luis Puig                            |
| União Ciclista Internacional – Todas as competições abertas para profissionais e amadores  |             |                                                     |                                                     |                                                        |
| XC                                                                                         | 1993        | Hamar                                               | Noruega                                             | Vikingskipet                                           |
| XCI                                                                                        | 1994        | Palermo                                             | Itália                                              | Velódromo Paolo Borsellino                             |
| XCII                                                                                       | 1995        | Bogotá                                              | Colômbia                                            | Velódromo Luis Carlos Galã                             |
| XCIII                                                                                      | 1996        | Manchester                                          | Reino Unido                                         | Velódromo de Manchester                                |
| XCIV                                                                                       | 1997        | Perth                                               | Austrália                                           | Speed Dome                                             |
| XCV                                                                                        | 1998        | Bordéus                                             | França                                              | Velódromo de Bordéus                                   |
| XCVI                                                                                       | 1999        | Berlim                                              | Alemanha                                            | Velódromo de Berlim                                    |
| XCVII                                                                                      | 2000        | Manchester                                          | Reino Unido                                         | Velódromo de Manchester                                |
| XCVIII                                                                                     | 2001        | Antuérpia                                           | Bélgica                                             | Antwerps Sportspaleis                                  |
| XCIX                                                                                       | 2002        | Ballerup                                            | Dinamarca                                           | Siemens Arena                                          |
| C                                                                                          | 2003        | Stuttgart                                           | Alemanha                                            | Pavilhão Hans Martin Schleyer                          |
| CI                                                                                         | 2004        | Melbourne                                           | Austrália                                           | Vodafone Arena                                         |
| CII                                                                                        | 2005        | Los Angeles                                         | Estados Unidos                                      | ADT Event Center                                       |
| CIII                                                                                       | 2006        | Bordéus                                             | França                                              | Velódromo de Bordéus                                   |
| CIV                                                                                        | 2007        | Palma de Mallorca                                   | Espanha                                             | Palma Arena                                            |
| CV                                                                                         | 2008        | Manchester                                          | Reino Unido                                         | Velódromo de Manchester                                |
| CVI                                                                                        | 2009        | Pruszków                                            | Polónia                                             | BGŻ Arena                                              |
| CVII                                                                                       | 2010        | Ballerup                                            | Dinamarca                                           | Ballerup Super Arena                                   |
| CVIII                                                                                      | 2011        | Apeldoorn                                           | Países Baixos                                       | Omnisport Apeldoorn                                    |
| CIX                                                                                        | 2012        | Melbourne                                           | Austrália                                           | Hisense Arena                                          |
| CX                                                                                         | 2013        | Minsk                                               | Bielorrússia                                        | Minsk Arena                                            |
| CXI                                                                                        | 2014        | Cáli                                                | Colômbia                                            | Velódromo Alcides Nieto Patiño                         |
| CXII                                                                                       | 2015        | Saint-Quentin-en-Yvelines                           | França                                              | Velódromo Nacional                                     |
| CXIII                                                                                      | 2016        | Londres                                             | Reino Unido                                         | Velódromo de Londres                                   |
| CXIV                                                                                       | 2017        | Hong Kong                                           | Hong Kong                                           | Velódromo de Hong Kong                                 |
| CXV                                                                                        | 2018        | Apeldoorn                                           | Países Baixos                                       | Omnisport Apeldoorn                                    |
| CXVI                                                                                       | 2019        | Pruszków                                            | Polónia                                             | BGŻ Arena                                              |
| CXVII                                                                                      | 2020        | Berlim                                              | Alemanha                                            | Velódromo de Berlim                                    |
| CXVIII                                                                                     | 2021        | Asgabate                                            | Turquemenistão                                      | Velódromo de Asgabate                                  |
| CXIX                                                                                       | 2022        | Saint-Quentin-en-Yvelines                           | França                                              | Velódromo Nacional                                     |
| CXX                                                                                        | 2023        | Glasgow                                             | Reino Unido                                         | Velódromo Sir Chris Hoje                               |
| CXXI                                                                                       | 2024        | Ballerup                                            | Dinamarca                                           | Ballerup Super Arena                                   |

1. ↑  As competições de velocidade realizaram-se em Roma e as de médio fundo em Berlim.
2. ↑  As competições para profissionais disputaram-se em Berlim e as de amadores em Leipzig.
3. ↑  As competições para profissionais disputaram-se em Leipzig e as de amadores em Berlim.
4. ↑  Em Liverpool só se realizaram as competições preliminares devido à chuva e ao mau estado do velódromo, as finais tiveram que se disputar em Paris uma semana mais tarde.
5. ↑  As competições de velocidade realizaram-se em Milão e as de médio fundo em Turín.
6. ↑  As competições para profissionais se disputaram em Antuérpia e as de amadores em Brno.

## Medalheiros históricos

### Total
- Actualizado a Pruszków 2019.

| #  | País              | Medalha de ouro | Medalha de prata | Medalha de bronze | Total |
| -- | ----------------- | --------------- | ---------------- | ----------------- | ----- |
| 1  | França            | 139             | 114              | 128               | 381   |
| 2  | Alemanha          | 135             | 132              | 144               | 411   |
| 3  | Reino Unido       | 105             | 82               | 62                | 249   |
| 4  | Países Baixos     | 98              | 93               | 86                | 277   |
| 5  | Austrália         | 86              | 92               | 73                | 251   |
| 6  | Rússia            | 82              | 71               | 64                | 217   |
| 7  | Itália            | 80              | 86               | 98                | 264   |
| 8  | Bélgica           | 48              | 50               | 51                | 149   |
| 9  | Estados Unidos    | 47              | 41               | 46                | 134   |
| 10 | Suíça             | 33              | 34               | 36                | 103   |
| 11 | Dinamarca         | 28              | 40               | 35                | 103   |
| 12 | Espanha           | 19              | 20               | 13                | 52    |
| 13 | Chéquia           | 17              | 14               | 25                | 56    |
| 14 | Bielorrússia      | 13              | 2                | 7                 | 22    |
| 15 | Nova Zelândia     | 12              | 19               | 19                | 50    |
| 16 | Japão             | 12              | 10               | 14                | 36    |
| 17 | Polónia           | 9               | 7                | 8                 | 24    |
| 18 | Colômbia          | 7               | 5                | 0                 | 12    |
| 19 | Canadá            | 6               | 19               | 15                | 40    |
| 20 | Hong Kong         | 5               | 2                | 3                 | 10    |
| 21 | China             | 4               | 14               | 9                 | 27    |
| 22 | Áustria           | 4               | 8                | 12                | 24    |
| 23 | Ucrânia           | 4               | 7                | 3                 | 14    |
| 24 | Cuba              | 4               | 4                | 5                 | 13    |
| 25 | Lituânia          | 2               | 8                | 11                | 21    |
| 26 | Irlanda           | 2               | 3                | 3                 | 8     |
| 26 | Noruega           | 2               | 3                | 3                 | 8     |
| 28 | Argentina         | 1               | 8                | 10                | 19    |
| 29 | México            | 1               | 6                | 4                 | 11    |
| 30 | Malásia           | 1               | 2                | 3                 | 6     |
| 31 | África do Sul     | 1               | 2                | 1                 | 4     |
| 32 | Luxemburgo        | 0               | 2                | 2                 | 4     |
| 33 | Uruguai           | 0               | 2                | 0                 | 2     |
| 34 | Grécia            | 0               | 1                | 2                 | 3     |
| 35 | Barbados          | 0               | 1                | 1                 | 2     |
| 36 | Boémia            | 0               | 1                | 0                 | 1     |
| 36 | Letônia           | 0               | 1                | 0                 | 1     |
| 36 | Portugal          | 0               | 1                | 0                 | 1     |
| 39 | Suécia            | 0               | 0                | 2                 | 2     |
| 39 | Trinidad e Tobago | 0               | 0                | 2                 | 2     |
| 41 | Coreia do Sul     | 0               | 0                | 1                 | 1     |
| 41 | Estónia           | 0               | 0                | 1                 | 1     |
| 41 | Liechtenstein     | 0               | 0                | 1                 | 1     |
| 41 | Cazaquistão       | 0               | 0                | 1                 | 1     |
|    | TOTAL             | 1007            | 1007             | 1004              | 3018  |

1. ↑  Inclui as medalhas da RFA e a RDA.
2. ↑  Inclui as medalhas da URSS.
3. ↑  Inclui as medalhas de Checoslováquia.

### Era aberta
- De Hamar 1993 a Pruszków 2019 (era aberta: provas tanto para ciclistas profissionais como para  amadores)

| #  | País           | Medalha de ouro | Medalha de prata | Medalha de bronze | Total |
| -- | -------------- | --------------- | ---------------- | ----------------- | ----- |
| 1  | França         | 70              | 39               | 43                | 152   |
| 2  | Austrália      | 68              | 69               | 54                | 191   |
| 3  | Reino Unido    | 62              | 48               | 31                | 141   |
| 4  | Alemanha       | 45              | 45               | 55                | 145   |
| 5  | Países Baixos  | 29              | 35               | 26                | 90    |
| 6  | Rússia         | 24              | 20               | 28                | 72    |
| 7  | Estados Unidos | 20              | 14               | 19                | 53    |
| 8  | Itália         | 14              | 14               | 21                | 49    |
| 9  | Bielorrússia   | 13              | 2                | 7                 | 22    |
| 10 | Nova Zelândia  | 11              | 17               | 19                | 47    |
| 11 | Espanha        | 11              | 15               | 11                | 37    |
| 12 | Suíça          | 8               | 3                | 5                 | 16    |
| 13 | Colômbia       | 6               | 5                | 0                 | 11    |
| 14 | Bélgica        | 6               | 4                | 14                | 24    |
| 15 | Dinamarca      | 5               | 12               | 9                 | 26    |
| 16 | Polónia        | 5               | 3                | 4                 | 12    |
| 17 | Hong Kong      | 5               | 2                | 3                 | 10    |
| 18 | China          | 4               | 14               | 8                 | 26    |
| 19 | Canadá         | 4               | 13               | 12                | 29    |
| 20 | Ucrânia        | 4               | 7                | 3                 | 14    |
| 21 | Cuba           | 4               | 4                | 5                 | 13    |
| 22 | Chéquia        | 3               | 5                | 7                 | 15    |
| 23 | Lituânia       | 2               | 7                | 10                | 19    |
| 24 | Áustria        | 1               | 6                | 4                 | 11    |
| 24 | México         | 1               | 6                | 4                 | 11    |
| 26 | Argentina      | 1               | 5                | 9                 | 15    |
| 27 | Irlanda        | 1               | 3                | 2                 | 6     |
| 28 | Malásia        | 1               | 2                | 3                 | 6     |
| 29 | Japão          | 0               | 3                | 2                 | 5     |
| 30 | África do Sul  | 0               | 2                | 1                 | 3     |
| 31 | Grécia         | 0               | 1                | 2                 | 3     |
| 32 | Barbados       | 0               | 1                | 1                 | 2     |
| 33 | Letônia        | 0               | 1                | 0                 | 1     |
| 33 | Portugal       | 0               | 1                | 0                 | 1     |
| 33 | Uruguai        | 0               | 1                | 0                 | 1     |
| 36 | Coreia do Sul  | 0               | 0                | 1                 | 1     |
| 36 | Estónia        | 0               | 0                | 1                 | 1     |
| 36 | Cazaquistão    | 0               | 0                | 1                 | 1     |
| 36 | Noruega        | 0               | 0                | 1                 | 1     |
|    | TOTAL          | 428             | 429              | 426               | 1283  |